# خانه فرح‌بخش
خانه فرح بخش مربوط به دوره قاجار است و در بوشهر، محله شنبدی واقع شده و این اثر در تاریخ ۲۴ فروردین ۱۳۸۲ با شمارهٔ ثبت ۸۲۸۴ به‌عنوان یکی از آثار ملی ایران به ثبت رسیده است.